# Elisabeth von Belgien

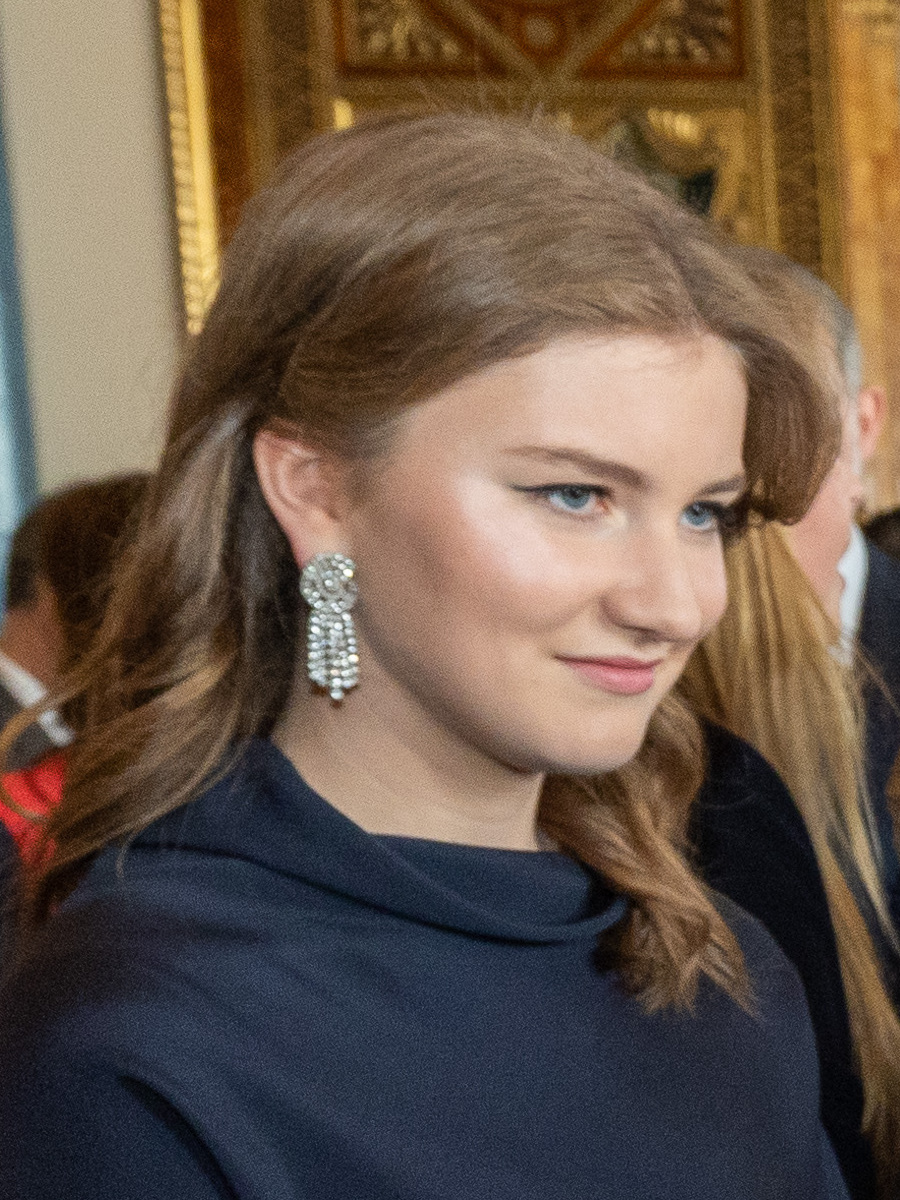
Prinzessin Elisabeth (2023)

Kronprinzessin Elisabeth Thérèse Marie Hélène von Belgien, Herzogin von Brabant (* 25. Oktober 2001 in Anderlecht), ist das älteste Kind des belgischen Königs Philippe. Sie steht auf Platz eins der belgischen Thronfolge, vor ihren drei jüngeren Geschwistern.

## Leben
Die Prinzessin wurde am 25. Oktober 2001 als erstes Kind des damaligen  belgischen Kronprinzenpaares Philippe und Mathilde in Anderlecht geboren und am 9. Dezember 2001 in der Schlosskirche von Ciergnon getauft. Den Namen Elisabeth trägt sie nach ihrer Ururgroßmutter, Königin Elisabeth von Belgien. Ihre Taufpaten sind ihr Cousin, Erzherzog Amadeo von Österreich-Este, Prinz von Belgien, und ihre Tante, Gräfin Hélène d’Udekem d’Acoz. Sie hat zwei jüngere Brüder, Prinz Gabriel (* 2003) und Prinz Emmanuel (* 2005), sowie eine jüngere Schwester, Prinzessin Eléonore (* 2008).
Die Prinzessin war zunächst Schülerin am niederländischsprachigen Sint-Jan Berchmanscollege in Brüssel. Im August 2018 wechselte sie an das renommierte United World College of the Atlantic in Wales, um dort einen internationalen Schulabschluss zu machen.
Die Prinzessin spricht neben den drei belgischen Landessprachen Niederländisch, Französisch und Deutsch auch Englisch.
Ab Ende August 2020 studierte sie ein Jahr lang an der Königlichen Militärakademie in Brüssel und führte damit eine Tradition belgischer Thronfolger fort. Nur König Baudouin studierte dort nicht, weil er mit 20 Jahren den Thron von seinem Vater übernehmen musste. Elisabeth studierte in der niederländischsprachigen Fakultät „Sociale en Militaire Wetenschappen“ („Soziale und Militärische Wissenschaften“). Sie nahm auch an dem Sommer- und Winterlager in Camp Elsenborn (in der Deutschsprachigen Gemeinschaft Belgiens) teil.
Seit Oktober 2021 studiert sie für drei Jahre am Lincoln College der Universität Oxford Geschichte und Politik.

## Offizielle Aufgaben
Wie in Monarchien üblich übernahm Prinzessin Elisabeth bereits im Kindesalter repräsentative Aufgaben. Einer ihrer ersten Termine war 2011 die Eröffnung der nach ihr benannten Kinderklinik des Universitätsklinikums Gent.
In den letzten Jahren wurden ihre öffentliche Auftritte als Thronfolgerin häufiger. So gehörte sie beispielsweise zu den Staatsgästen der Krönung von Charles III. im Jahr 2023.

## Titel und Anrede
Ihr aktueller Titel lautet: Ihre königliche Hoheit, die Herzogin von Brabant.
Bereits vor ihrer Geburt war die belgische Thronfolge zu einer absoluten Primogenitur geändert worden. Daher hatte man erwartet, dass Elisabeth zur ersten Gräfin von Hennegau (Hainaut) aus eigenem Recht ernannt würde (als Grafen von Hennegau wurden traditionell die ältesten, erbberechtigten Söhne des belgischen Kronprinzen bezeichnet). Der Titel wird jedoch nicht mehr vergeben. Nach der Thronbesteigung ihres Vaters wurde sie Herzogin von Brabant aus eigenem Recht.

## Ehrungen
2007 wurde eine Polarstation in der Antarktis nach ihr benannt, die Prinzessin-Elisabeth-Station. 2011 wurde das neue Kinderkrankenhaus der Uniklinik Gent nach ihr benannt. Es bekam den Namen „Kinderkrankenhaus Prinzessin Elisabeth“. Sie ist auch Trägerin des Großkreuzes des Leopoldsordens.

## Vorfahren
| Ahnentafel Prinzessin Elisabeth, Herzogin von Brabant (seit 2013) | Ahnentafel Prinzessin Elisabeth, Herzogin von Brabant (seit 2013)                             | Ahnentafel Prinzessin Elisabeth, Herzogin von Brabant (seit 2013)                                                           | Ahnentafel Prinzessin Elisabeth, Herzogin von Brabant (seit 2013)                                                             | Ahnentafel Prinzessin Elisabeth, Herzogin von Brabant (seit 2013)                                                      | Ahnentafel Prinzessin Elisabeth, Herzogin von Brabant (seit 2013)                                     | Ahnentafel Prinzessin Elisabeth, Herzogin von Brabant (seit 2013)                                               | Ahnentafel Prinzessin Elisabeth, Herzogin von Brabant (seit 2013)                     | Ahnentafel Prinzessin Elisabeth, Herzogin von Brabant (seit 2013)                     |
| ----------------------------------------------------------------- | --------------------------------------------------------------------------------------------- | --- | --- | --- | --- | --- | ------------------------------------------------------------------------------------- | ------------------------------------------------------------------------------------- |
| Ururgroßeltern                                                    | Albert I., König der Belgier (1875–1934) ⚭ 1900 Elisabeth, Herzogin in Bayern (1876–1965)     | Prinz Carl von Schweden, Herzog von Västergötland (1861–1951) ⚭ 1897 Prinzessin Ingeborg Charlotte von Dänemark (1878–1958) | Fulco Beniamino Ruffo di Calabria, 5. Herzog von Guardia Lombarda (1848–1901) ⚭ 1877 Laura Mosselman du Chenoy (1851/4?–1925) | Graf Augusto Gazelli di Rossana (1855–1937) ⚭ Gräfin Maria Cristina dei Rignon (1858–1930)                             | Baron Maximilien d’Udekem d’Acoz (1861–1921) ⚭ 1884 Jonkvrouw Marie van Eyll (1863–1935)              | Jonkheer Clement van Outryve d’Ydewalle (1876–1942) ⚭ 1897 Jonkvrouw Madeleine Thibault de Boesinge (1876–1931) | Graf Michael Komorowski (1875–1950) ⚭ 1904 Maria Zabarowska (1875–1953)               | Fürst Adam Sigismund Sapieha (1892–1970) ⚭ 1918 Gräfin Therese Sobańska (1891–1975)   |
| Urgroßeltern                                                      | Leopold III., König der Belgier (1901–1983) ⚭ 1926 Prinzessin Astrid von Schweden (1905–1935) | Leopold III., König der Belgier (1901–1983) ⚭ 1926 Prinzessin Astrid von Schweden (1905–1935)                               | Fulco Ruffo di Calabria, 6. Herzog von Guardia Lombarda (1884–1946) ⚭ 1919 Gräfin Luisa Gazelli di Rossana (1896–1989)        | Fulco Ruffo di Calabria, 6. Herzog von Guardia Lombarda (1884–1946) ⚭ 1919 Gräfin Luisa Gazelli di Rossana (1896–1989) | Baron Charles d’Udekem d’Acoz (1885–1968) ⚭ 1933 Jonkvrouw Suzanne van Outryve d’Ydewalle (1898–1983) | Baron Charles d’Udekem d’Acoz (1885–1968) ⚭ 1933 Jonkvrouw Suzanne van Outryve d’Ydewalle (1898–1983)           | Graf Léon-Michel Komorowski (1907–1992) ⚭ 1942 Prinzessin Zofia Sapieha (1919–1997)   | Graf Léon-Michel Komorowski (1907–1992) ⚭ 1942 Prinzessin Zofia Sapieha (1919–1997)   |
| Großeltern                                                        | Albert II. (* 1934) König der Belgier 1993–2013 ⚭ 1959 Donna Paola Ruffo di Calabria (* 1937) | Albert II. (* 1934) König der Belgier 1993–2013 ⚭ 1959 Donna Paola Ruffo di Calabria (* 1937)                               | Albert II. (* 1934) König der Belgier 1993–2013 ⚭ 1959 Donna Paola Ruffo di Calabria (* 1937)                                 | Albert II. (* 1934) König der Belgier 1993–2013 ⚭ 1959 Donna Paola Ruffo di Calabria (* 1937)                          | Graf Patrick d’Udekem d’Acoz (1936–2008) ⚭ 1971 Gräfin Anna Maria Komorowska (* 1946)                 | Graf Patrick d’Udekem d’Acoz (1936–2008) ⚭ 1971 Gräfin Anna Maria Komorowska (* 1946)                           | Graf Patrick d’Udekem d’Acoz (1936–2008) ⚭ 1971 Gräfin Anna Maria Komorowska (* 1946) | Graf Patrick d’Udekem d’Acoz (1936–2008) ⚭ 1971 Gräfin Anna Maria Komorowska (* 1946) |
| Eltern                                                            | Philippe, König der Belgier (* 1960) ⚭ 1999 Gräfin Mathilde d’Udekem d’Acoz (* 1973)          | Philippe, König der Belgier (* 1960) ⚭ 1999 Gräfin Mathilde d’Udekem d’Acoz (* 1973)                                        | Philippe, König der Belgier (* 1960) ⚭ 1999 Gräfin Mathilde d’Udekem d’Acoz (* 1973)                                          | Philippe, König der Belgier (* 1960) ⚭ 1999 Gräfin Mathilde d’Udekem d’Acoz (* 1973)                                   | Philippe, König der Belgier (* 1960) ⚭ 1999 Gräfin Mathilde d’Udekem d’Acoz (* 1973)                  | Philippe, König der Belgier (* 1960) ⚭ 1999 Gräfin Mathilde d’Udekem d’Acoz (* 1973)                            | Philippe, König der Belgier (* 1960) ⚭ 1999 Gräfin Mathilde d’Udekem d’Acoz (* 1973)  | Philippe, König der Belgier (* 1960) ⚭ 1999 Gräfin Mathilde d’Udekem d’Acoz (* 1973)  |
| Prinzessin Elisabeth Thérèse Marie Hélène von Belgien (* 2001)    |                                                                                               | | | | | |                                                                                       |                                                                                       |